# Guy XI de Laval
Pour les articles homonymes, voir Guy de Laval.
Guy XI de Laval (vers 1316 - 22 septembre 1348, Château de Vitré), seigneur de Laval et d'Acquigny, vicomte de Rennes, comte de Caserte dans la Terre de Labour et baron de Vitré.

## Biographie

### Succession et mariage
Pour l'Art de vérifier les dates, il ne survit qu'un an à son père, dont il est le successeur dans les seigneuries de Laval, de Vitré, etc.
Il a combattu à côté de lui à la bataille de la Roche-Derrien, où il est fait prisonnier comme Charles de Blois. Sa mère Béatrix de Bretagne traite la rançon de ce dernier, elle le rachepta pour grand somme d'argent. Dès 1338 (v. st.), son père l'a marié, par contrat du jeudi après la mi-Carême (11 mars) , avec Isabeau, fille de Maurice, seigneur de Craon, et sœur d'Amaury IV de Craon, auquel elle succède dans la terre de Craon.

### Décès
Guy XI était à peine en jouissance, qu'il fut sommé, le 25 juillet 1347, par Jean de France, duc de Normandie et comte d'Anjou et du Maine, de venir lui rendre hommage de sa terre de Laval.
Il fit, en 1348, délivrer par le Château de Vitré à Jean de La Courbe, prieur de Saint-Nicolas, la dîme des grains consommés dans sa maison.
Il meurt selon Pierre Le Baud le jour de Saint-Maurice (22 septembre) 1348 dans son château de Vitré, sans laisser de postérité, et fut inhumé près de son père à la Madeleine de Vitré. On affirme que sa mort est liée à la suite des blessures qu'il a reçues à la bataille de la Roche-Derrien, et dont il ne fut jamais bien guéri. Sa veuve épousa, depuis, Jean Bertrand de Bricquebec et Louis de Sully.

### Famille
- Fils de Guy X de Laval et de Béatrix de Bretagne
- Marié par contrat le 11 août 1338 avec Isabeau de Craon, dont elle fut l'héritière.
- Sans postérité, son frère lui succéda.